# Un uomo da vendere
Un uomo da vendere (A Hole in the Head) è un film del 1959 diretto da Frank Capra, che con questa regia tornava al cinema dopo una parentesi televisiva di otto anni. Il regista vi riprende un tema a lui caro (il contrasto fra i ricchi, aridi e conformisti, e gli emarginati, dallo spirito libero e dal cuore generoso) ma stavolta con un tono malinconico ed un finale non del tutto lieto, per lui insoliti.
Il film vinse nel 1960 l'Oscar per la migliore canzone con High Hopes, che fu successivamente usata come inno nella campagna elettorale di John Fitzgerald Kennedy.

## Trama
Il vedovo Tony Manetta è un simpatico perdigiorno, che vive a Miami con il figlio Ally, ufficialmente gestendo un albergo, ma in realtà dedicandosi soprattutto al gioco e alle donne; il suo sogno è aprire un parco di divertimenti in società con Jerry Marks, un suo amico divenuto impresario di successo. Quando Tony rischia di perdere l'albergo, a causa di un'ipoteca, suo fratello Mario, un serio e rispettabile uomo d'affari di New York, interviene per imporgli un'esistenza più morigerata. Sophie, la moglie di Mario, cerca di combinare un matrimonio fra Tony e Eloise Rogers, una sua amica; i due simpatizzano, ma il progetto va a monte perché Tony (che ha già una relazione con Shirl, una ragazza irresponsabile quanto lui) si fa scrupolo di imporre a Eloise un matrimonio d'interesse. Tony vince al gioco i cinquemila dollari che gli consentirebbero di pagare l'ipoteca, ma li perde nuovamente, nell'inutile tentativo di fare colpo su Jerry Marks e di interessarlo all'affare del parco. Perduto l'albergo, e abbandonato da Shirl, Tony è ormai cosciente di essere un fallito, tanto da voler rinunciare al figlio per non guastarlo col suo cattivo esempio; tuttavia, recupera presto la fiducia nel domani, grazie all'affetto che Mario, Ally ed Eloise, nonostante tutto, continuano a prodigargli.